# Alexander Carter
Pour les articles homonymes, voir Carter.
Alexander Carter était un homme d'Église catholique canadien. Il a été évêque du diocèse de Sault-Sainte-Marie en Ontario de 1958 à 1985.

## Biographie
Alexander Carter est né à Montréal au Québec le 16 avril 1909. Il a été ordonné prêtre au sein de l'archidiocèse de Montréal le 6 juin 1936. Il a été coadjuteur du diocèse de Sault-Sainte-Marie en Ontario à partir du 10 décembre 1956 ainsi qu'évêque titulaire de Sita (de). Le 22 novembre 1958, il devint évêque du diocèse de Sault-Sainte-Marie en succédant à son prédécesseur, Ralph Hubert Dignan, à la suite de son décès. Il a été le chancelier de l'Université de Sudbury entre 1960 et 1986. Il a également été président de la Conférence des évêques catholiques du Canada. En 1989, il a été nommé officier de l'Ordre du Canada. Il démissionna de son poste d'évêque du diocèse de Sault-Sainte-Marie le 3 mai 1985. Il décéda le 17 février 2002 à North Bay en Ontario.

## Héritage
Une école secondaire est nommée en son honneur, la Bishop Alexander Carter Catholic Secondary School, dans la localité de Hanmer du Grand Sudbury en Ontario.